# امیلی در پاریس
امیلی در پاریس (به انگلیسی: Emily in Paris) یک مجموعه تلویزیونی اینترنتی آمریکایی در ژانر کمدی-درام و رمانتیک است که توسط دارن استار ساخته شده و برای نخستین بار از ۲ اکتبر ۲۰۲۰، در نتفلیکس پخش شد. در این سریال لی‌لی کالینز در نقش اصلی سریال یعنی امیلی، زنی آمریکایی که برای یک فرصت شغلی اتفاقی به پاریس سفر می‌کند حضور دارد. در آنجا او می‌کوشد تا در محل کارش موفق شود، حال آن که به دنبال عشق می‌گردد و یک درگیری فرهنگی نیز با روش پرورش میانه غربی «خسته‌کننده» خود تجربه می‌کند. از دیگر بازیگران آن می‌توان اشلی پارک، فیلیپان لروآ-بولیو، لوکاس براوو، ساموئل آرنولد، برونو گوئری و کامیل رازات را نام برد.
این سریال توسط ام‌تی‌وی اینترتینمنت استودیوز تولید و در ابتدا برای پارامونت نتورک توسعه یافت، زمانی که در سپتامبر ۲۰۱۸ سفارش مستقیم به سریال داده شد، و در ژوئیه ۲۰۲۰ به نتفلیکس منتقل شد. فیلمبرداری از اوت ۲۰۱۹ آغاز شد و در ایل-دو-فرانس، عمدتاً در پاریس و حومه شهری آن انجام پذیرفت.
امیلی در پاریس در ۲ اکتبر ۲۰۲۰ به تعداد ۱۰ قسمت با نقدهای متوسط در ایالات متحده و انتقاد در فرانسه به دلیل تفکر قالبی منفی پاریسی‌ها و فرانسوی‌ها به نمایش در آمد. در نوامبر ۲۰۲۰، مجموعه برای فصل دوم توسط نتفلیکس تمدید شد، که برای اولین بار در ۲۲ دسامبر ۲۰۲۱ پخش شد. در ژانویه ۲۰۲۲، این سریال برای فصل سوم و چهارم توسط نتفلیکس تمدید شد، که فصل سوم در ۲۱ دسامبر ۲۲ پخش گردید. فصل چهارم قرار است در دو بخش ۵ قسمتی پخش شود. اولین بخش در ۱۵ اوت ۲۰۲۴ به نمایش در آمد، و دومین بخش نیز در ۱۲ سپتامبر ۲۰۲۴ به نمایش در خواهد آمد.

## بازیگران
- لی‌لی کالینز در نقش امیلی کوپر، یک زن آمریکایی ۲۹ ساله که برای شغل راهبرد رسانه‌های اجتماعی از شیکاگو به پاریس نقل مکان کرده
- فیلیپان لروآ-بولیو در نقش سیلوی، رئیس سختگیر فرانسوی امیلی در پاریس
- اشلی پارک در نقش مایندی چن، یک پرستار کودک و نخستین دوست امیلی در پاریس
- لوکاس براوو در نقش گابریل، همسایه جذاب طبقه پایینی امیلی که یک سرآشپز است و امیلی به او علاقه‌ای عاشقانه دارد.
- ساموئل آرنولد در نقش ژولین، همکار بسیار شیک پوش امیلی
- برونو گوئری در نقش لوک، دیگر همکار دمدمی‌مزاج امیلی
- کامیل رازات در نقش کامیل، دوست جدید امیلی و دوست‌دختر گابریل
- کیت والش در نقش مدلین ویلر، رئیس امیلی در شیکاگو
- ویلیام آبادی در نقش آنتوان لمبرت، مشتری امیلی که یک شرکت تولید عطر دارد